# بلقاء حادة الأوراق
بلقاء حادة الأوراق (الاسم العلمي:Melaleuca acutifolia) هو نوع من النباتات يتبع جنس البلقاء من فصيلة الآسية.